# وینکس کلاب: سیکرت او لاست کینگدام
وینکس کلاب: سیکرت او لاست کینگدام ایتالیایی: Winx Club - Il segreto del regno perduto یک انیمیشن فانتزی ایتالیایی محصول سال ۲۰۰۷ به کارگردانی و نویسندگی ایجینیو استرافی می‌باشد که اقتباسی از مجموعهٔ تلویزیونی وینکس کلاب است که پس از وقایع سه فصل اول اتفاق می‌افتد.